# فینال جام باشگاه‌های اروپا ۱۹۷۴
فینال جام باشگاه‌های اروپا ۱۹۷۴، رقابت پایانی جام باشگاه‌های اروپا در سال ۱۹۷۴ میلادی است که مابین دو تیم بایرن مونیخ و باشگاه فوتبال اتلتیکو مادرید در ورزشگاه کینگ بودوئن، بروکسل برگزار شده‌است.
این مسابقه که در تاریخ ۱۵ مه ۱۹۷۴ انجام شده‌است با نتیجه ۱ بر ۱ به پایان رسید.
در بازی تکراری که در تاریخ ۱۷ مه ۱۹۷۴ برگزار شد بایرن مونیخ با نتیجه ۴ بر صفر به پیروزی رسید.